# Söpple
Söpple är ett hemman i Järnskogs socken i Eda kommun. I Söpple fanns mellan 1928 och 1985 en hållplats vid Dal-Västra Värmlands järnväg (DVVJ). 
I Söpple finns Eda kommuns enda drumliner.
Söpples historia finns dokumenterad i boken Söpple från forntid till nutid utgiven av Söpple forsknings- och utvecklingsgrupp 1998.